# Ярошівка (Роменський район)
Яроші́вка — село в Україні, в Сумській області, Роменському районі. Населення становить 595 осіб. Входить до складу Андріяшівської сільської громади. До 2020 орган місцевого самоврядування — Ярошівська сільська рада.

## Географія
Село Ярошівка розташоване за 3 км від правого берега річки Сула. Примикає до села Нова Гребля, на відстані 1 км — село Волошнівка.
Селом протікає річка Голенька, права притока Сули.
На південно-західній околиці села бере початок річка Глинна, ліва притока Лохвиці.

## Історія
Село Ярошівка відоме з кінця XVIII ст.
З 1802 до 1925 у складі Роменського повіту (у 1923—1930 Роменської округи) Полтавської губернії. Потім належало до Талалаївського району Сумської області.
05 лютого 1965 року Указом Президії Верховної Ради Української РСР передано Волошнівську, Новогребельську, Хоминцівську та Ярошівську сільради Срібнянського району Чернігівської області — до складу Роменського району Сумської області.

## Політика

### Парламентські вибори, 2019
На позачергових парламентських виборах 2019 року у селі функціонувала окрема виборча дільниця № 590542, розташована у приміщенні об’єкту дозвіллевої роботи.
Результати
- зареєстровано 328 виборців, явка 72,26%, найбільше голосів віддано за «Слугу народу» — 39,15%, за Аграрну партію України — 17,87%, за Всеукраїнське об'єднання «Батьківщина» — 11,91%[2]. В одномандатному окрузі найбільше голосів отримав Максим Гузенко (Слуга народу) — 31,91%, за Ігоря Шкурата (самовисування) — 14,04%, за Дмитра Самофалова (Аграрна партія України) — 13,62%[3].

## Економіка
- Молочно-товарна ферма.
- ТОВ «Аграрник».

## Соціальна сфера
- Школа І-ІІ ст.
- Будинок культури.
- Музей історії.

## Пам'ятки
- Ярошівська липа - ботанічна пам'ятка природи місцевого значення

## Відомі люди
- Гладкий Віталій Дмитрович — український прозаїк, засновник премії імені М. Старицького за найкращий історичний роман чи повість. Лауреат премії імені В. Короленка.
- Устенко Іван Петрович (1925—2001) — радянський агроном